# 苏伦·阿鲁秋尼扬
苏伦·古尔格诺维奇·阿鲁秋尼扬,（俄語：Сурен Гургенович Арутюня́н，1939年9月5日—2019年3月1日），亚美尼亚族，苏联党和国家领导人。曾任亚共中央第一书记，俄罗斯外交部顾问，亚美尼亚驻白俄罗斯特命全权大使等职。

## 生平
- 1939年9月5日出生于第比利斯。7岁起全家迁往埃里温生活。1954年加入共青团。
- 1956年-1961年，埃里温畜牧兽医学院学习。
- 1962年-1965年，从事兽医工作。1961年加入苏联共产党。
- 1965年-1967年，亚美尼亚共青团中央委员会第二书记。
- 1967年-1970年，亚美尼亚共青团中央委员会书记。
- 1970年-1978年，亚美尼亚共青团中央委员会第一书记。
- 1978年-1986年，苏共中央机关工作。期间，1978年-1980年，苏联外交学院学习。
- 1986年-1988年，亚美尼亚苏维埃社会主义共和国部长会议第一副主席。
- 1988年5月-1990年4月，亚共中央第一书记。
- 1990年4月-1999年，苏联、俄罗斯联邦驻摩洛哥卡萨布兰卡领事馆总领事。1991年起，俄罗斯外交部首席顾问。
- 1999年-2006年，亚美尼亚驻白俄罗斯，独联体特命全权大使。
- 2006年起退休。
- 2019年3月1日于埃里温逝世，享年71岁。葬于科米塔斯先贤祠。

阿鲁秋尼扬是第7,11届亚美尼亚苏维埃社会主义共和国最高苏维埃代表。

## 荣誉
- 两次荣誉勋章
- 苏联，俄罗斯一级特命全权大使